# 颶風行動
颶風行動（英語：Operation Hurricane）是首次英国核武器实验。在1952年10月3日，於澳洲蒙泰貝洛群島将一颗钚核弹引爆。飓风行动的成功，标志着英国成为继苏联之后的第三个拥核国家
在第二次世界大战中，英国开始了代号为“合金管”的核武器计划，但是1943年的魁北克协定将其与美国的曼哈顿计划进行了合并。幾位關鍵的英國科學家因此加入了曼哈頓計劃的工作，但战后美国政府结束了核武器协作。在1947年1月，为了应对美国日益增长的孤立主义、并担心英国失去其强国实力，一个内阁子委员会决定继续英国建造核武器的尝试。计划被称为高爆研究，由波特尔子爵领导，威廉·彭尼男爵负责炸弹设计
原子弹开发的决定之下，隐含着对它的测试。理想的实验地点是位于被美军控制的马绍尔群岛太平洋试验场。作为备选，加拿大与澳大利亚的实验地点同样被考虑。海军部则认为蒙特贝罗群岛也相当合适，于是时任首相克莱门特·艾德礼向澳洲首相罗伯特·门齐发送了请求。澳洲政府后于1951年5月正式同意将该岛用于核武器测试场。在1952年2月，艾德礼的继任者，温斯顿·丘吉尔，在英国下议院宣布英国核武器测试将在年底前于澳大利亚开展

## 背景
在1938年12月，核裂变被奥托·哈恩与弗里茨·施特拉斯曼发现，并被莉泽·迈特纳与奥托·弗里施解释与命名后，建造无比强大的“核武器”成为了可能。在二战中，弗里施与魯道夫·佩尔斯在伯明翰大学计算了提纯铀-235金属球的临界质量，并且发现不像是许多人所估计的数吨重，只需要仅仅1至10千克便能够以数千吨炸药的威力爆炸。受此影响，英国开始了代号为“合金管”的原子弹计划
在1943年8月的魁北克会议中，英国首相温斯顿·丘吉尔，与美国总统富兰克林·罗斯福一同签署了魁北克协定，该协定将合金管计划于美国的曼哈顿计划合并，以建立一个联合了英国、美国、加拿大的计划。英国对曼哈顿工程的贡献包括且不限于在纽约的特殊合金材料实验室（K-25工厂）协助开发气体扩散技术，以及在伯克利辐射实验室开发电磁分离技术。约翰·考克饶夫成为了英加联合蒙特利尔实验室的领导者。洛斯阿拉莫斯实验室的英国任务由詹姆斯·查德威克领导，后续由佩尔斯继任，该任务包括众多科学家，如杰弗里·泰勒、詹姆斯·塔克、尼尔斯·玻尔、威廉·本尼男爵、弗里施、欧内斯特·蒂特顿以及后来被证实是苏联间谍的克劳斯·富克斯。作为英国计划的全面领导，查德威克与曼哈顿计划的领导者格罗夫斯将军达成了紧密且成功的合作，并确保了英国在计划中的参与尽心尽力

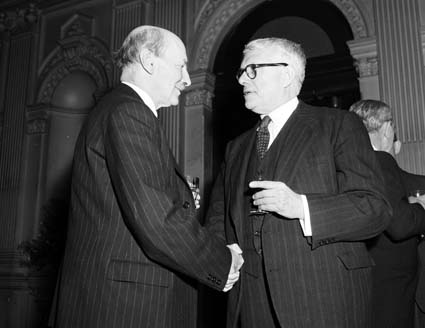
克莱门特·艾德礼（左）与澳大利亚联邦反对党领袖H·V·伊瓦特博士，摄于1954年

随着战争结束，英国与美国间的特殊关系“变得不再那么特殊”。英国政府确信自己视之为英美共同发现的核技术会被美国政府共享，但魁北克协定的条目仍然处于保密中。美国国会的资深议员们在发现协定赋予英国使用核武器的否决权时陷入了震惊。在1945年11月9日，英国新任首相克莱门特·艾德礼与加拿大首相威廉·莱昂·麦肯齐·金前往华盛顿特区，与杜鲁门一同商讨核武器与核能领域的未来合作。他们签署了代替魁北克协定的意向备忘录，这份备忘录将加拿大作为全面合作伙伴，并且将征得核武器使用许可的义务削减为仅需进行协商。三位首脑同意很快将在核能的军民用途上达成全面且有效的合作，但是英国方面很快失望了；美国清楚地表明了合作仅限于基础科学研究。《1946年美国原子能法》结束了技术性合作。该草案对“限制性资料”的控制组织了美国的盟友接受任何相关信息
1945年8月10日，为了检验核武器计划的可行性，艾德礼建立了一个内阁子委员会，名为75将委员会（先前被非正式地称为“原子弹委员会”）。当年10月，委员会采纳了将职权交予供应部的建议。11月1日，合金管计划的管理权从科学与工业研究部移交至供应部。为了协调工作，战时空军参谋长波特尔子爵被任命为原子能生产主管（英語：Controller of Production, Atomic Energy，简称为CPAE），受首相的直接领导。原子能研究机构（英語：Atomic Energy Research Establishment，简称为AERE）遂于牛津南部的哈维尔皇家空军基地成立，由考克饶夫领导；1952年，AERE搬迁至奥尔德马斯顿。克里斯托弗·欣顿同意监督新核子武器设施的设计、建造与运行。这包括了位于兰开斯特郡新建的斯普林菲尔德铀加工厂，以及位于坎布里亚郡温斯凯尔核设施的核反应堆与钚加工设施。1946年2月4日，欣顿在兰开斯特郡莱斯利的皇家兵工厂旧址建立了他的总部
参谋长委员会在1946年7月建议英国应当获取核武器，委员会估计，在1957年时需要200枚核弹。即便再考虑到生产设施的研究与施工已经获得批复，官方仍然没有进行核武器制造的决定。波特尔子爵遵从了作为75将委员会的子委员会的163将委员会，在1947年1月8日的提议，同意进行核武器的开发。该提议也批准了子爵任命时任军备研究总监督（英語：Chief Superintendent Armament Research，简称CSAR）威廉·彭尼男爵，着手于核弹开发的工作，这后来被命名为高爆研究。彭尼男爵如是强调：“一流国家的门槛是要建造原子弹；至于我们，若不迈过这个门槛，就得在国内外颜面扫地”
尽管英国政府尽全力投入了自主核威慑的建设，却仍然期盼着恢复核子技术上的英美特殊关系。因此，绝不扰乱这层关系尤其重要

## 选址

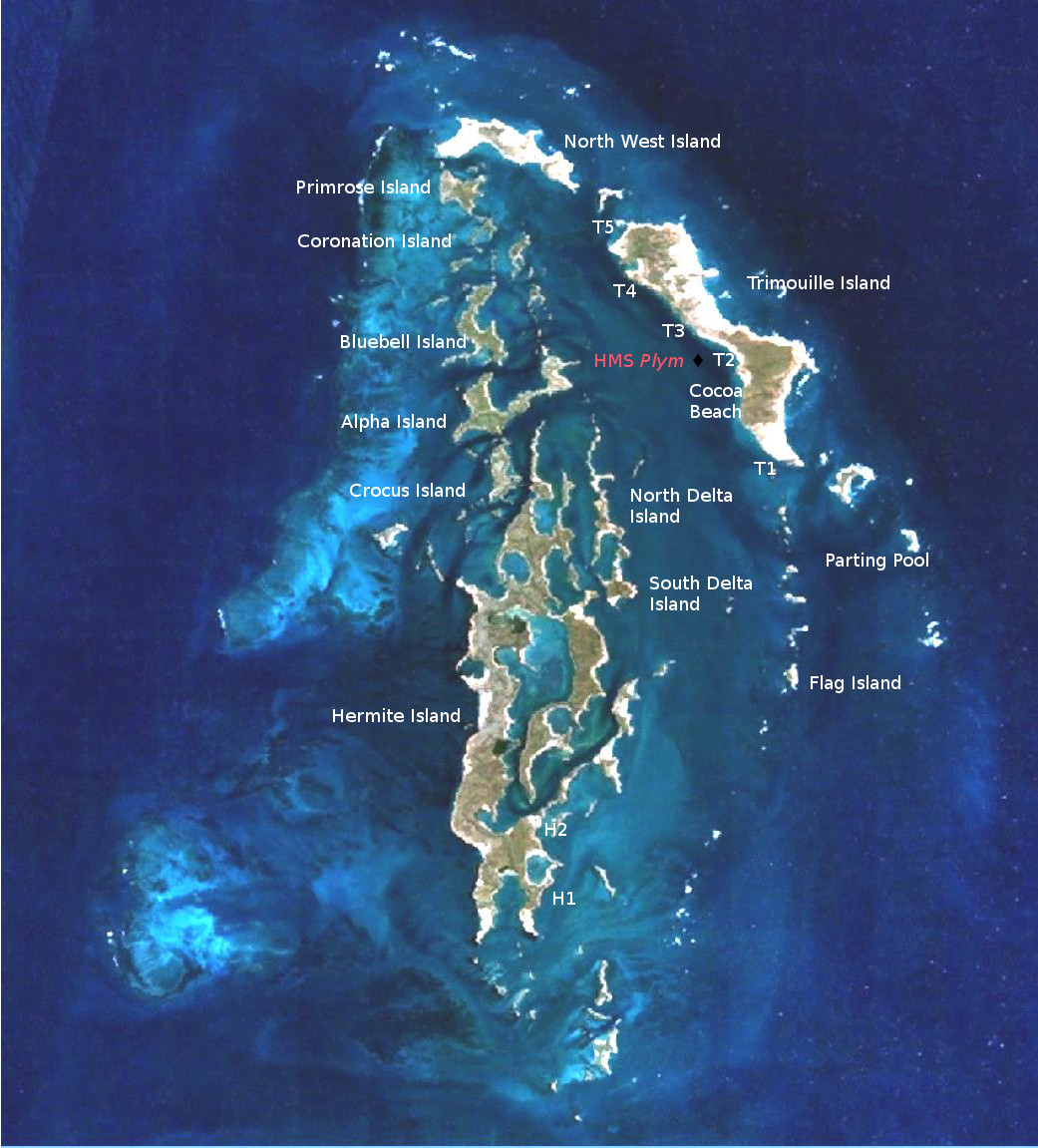
带标注的蒙特贝罗群岛卫星影像

潜藏在开发原子弹决策之下的，是测试它们的必要性。由于缺乏视野良好、人迹罕至的地块，英国当局考虑了海外地点。理想的地点是美国的太平洋试验场，使用该地的请求在1949年发送至美國參謀長聯席會議，但美方在1950年10月拒绝了该请求。作为后备，加拿大于澳大利亚的地点也被考虑在内，彭尼男爵与加拿大国防研究委员会主席奥蒙德·索兰特获取联系，并安排了一场联合的可行性研究
该研究备注了测试区域的数项要求：
- 顺风160（100英里）内无人居住的孤立区域；
- 区域大小足以在数年中承受多次核爆；
- 盛行风能够将核爆尘埃吹向远离航道的海洋；
- 核爆点逆风向至少16（10英里）外，拥有临时驻扎区；
- 核爆点逆风向至少40（25英里）外，拥有能容纳实验室、工作间与通讯设备的基地驻扎点；
- 1952年年中时启用就绪[40]

首次测试大概率会是一个触地爆炸，但同样考虑舰上试爆以衡量舰载原子弹爆炸对主要港口的效果。这种爆炸的数据会填补1946年美国十字路口行动的水下核爆数据，因而对美国有重大价值。团队评估了7个加拿大的起爆点，其中最有使用潜力的当属位于曼尼托巴省的丘吉尔镇，但是此处的海岸太浅，不足以允许船只太靠近海岸